# Auguste Landrieu
Auguste Landrieu (Ronse, Flandes Oriental, 13 d'abril de 1888 - ?) va ser un gimnasta artístic belga que va competir a començaments del segle xx.
El 1920 va prendre part en els Jocs Olímpics d'Anvers, on guanyà la medalla de plata en el concurs complet per equips del programa de gimnàstica.